# Pericoma contigua
Pericoma contigua är en tvåvingeart som beskrevs av Tonnoir 1929. Pericoma contigua ingår i släktet Pericoma och familjen fjärilsmyggor. Inga underarter finns listade i Catalogue of Life.